# Neotypus cottrelli
Neotypus cottrelli là một loài tò vò trong họ Ichneumonidae.